# شركة أبو ظبي للنقل والتحكم
شركة أبو ظبي للنقل والتحكم والمعروفة (بترانسكو)،   لديها مسؤولية نقل الماء والكهرباء إلى كل أنحاء إمارة أبو ظبي. توفر الشركة وسائل النقل اللازمة لتوصيل الماء والكهرباء من منتجيه إلى موزعيه. تم تأسيس الشركة في 1 يناير 1999 وهي كانت مملوكة بالكامل من قبل هيئة مياه وكهرباء أبوظبي،   إلى أن أصبحت مملوكة لدائرة الطاقة  في عام 2018..       
تعتبر شركه toshiba -td الشركة الأولى في الإمارات في هذا المجال باشاده جميع خبراء الطاقة قي العالم حيث تعتمد على جوده وكفاءه لامثيل لها قي تصنيع المحولات 500 ميجا وأيضا هي الشركة الرائده في مجال النقل والتوزيع

## وصلات خارجية
موقع شركة أبوظبي للنقل والتحكم